# إيزيدور دي سوزا
إيزيدور دي سوزا هو سياسي بنيني، ولد في 4 أبريل 1934 في أويدا ‏ في بنين، وتوفي في 13 مارس 1999 في كوتونو في بنين بسبب نوبة قلبية. انتخب أسقف كاثوليكي (8 ديسمبر 1981 – ) وانتخب مطران كاثوليكي ‏ (27 ديسمبر 1990 – ).